# Rufino Gama
Rufino Walter Gama (* 20. Juni 1998 in Dili, Osttimor), auch in der Schreibweise Rufino Gama oder kurz Rufino bekannt, ist ein osttimoresischer Fußballspieler auf der Position des  Stürmers. Er ist aktuell für Lalenok United und die osttimoresische Fußballnationalmannschaft aktiv.

## Karriere

### Verein
Gama begann seine Profikarriere im Jahr 2016 im Hauptstadtklub Académica FC in der erstklassigen Liga Futebol Amadora Primeira Divisão. Hier belegte er mit der Mannschaft in seiner Debütsaison den 4. Platz in der Meisterschaft. Im Januar 2017 wechselte er innerhalb der Liga zum Stadtrivalen Cacusan CF. Doch auch hier erreichte das Team nur eine platzierung im unteren Tabellenabschnitt. Nach nur einer Saison wechselte Gama erneut innerhalb der Liga zum damals amtierenden Meister und Supercupsieger Karketu Dili. In seiner ersten Saison für den neuen Verein wurde er osttimoresischer Vizemeister. Doch auch in seiner zweiten Saison konnte er keine nennenswerte Erfolge erzielen. Im Januar 2020 wechselte er erneut zur amtierenden Meistermannschaft Lalenok United. Hier gewann er in seiner ersten Saison das Double aus Copa FFTL und den Taça 12 de Novembro.

### Nationalmannschaft
Sein Debüt für die osttimoresische Fußballnationalmannschaft gab Gama am 2. Juni 2016 im Rahmen der Qualifikation zur Asienmeisterschaft gegen Malaysia. Er nahm an Qualifikationsspielen zur Fußball-Weltmeisterschaft 2022 und der Südostasienmeisterschaft (2016, 2018, 2021) teil, konnte jedoch keine nennenswerten Erfolge erzielen. In der Qualifikation zur Asienmeisterschaft 2019 scheiterte er mit der Mannschaft in den Playoffs gegen die Auswahl von Malaysia mit 6:0 nach Hin- und Rückspiel. Auch die zweite Runde der Playoffs gegen die Mannschaft aus Taiwan verlor er mit den Gesamtergebnis von 2:4. Seinen bisher letzten Einsatz im Trikot der Nationalelf absolvierte er am 11. Dezember 2021 gegen die Mannschaft der Philippinen. Mit 7 Länderspieltoren ist er Rekordtorschütze der osttimoresischen Fußballnationalmannschaft.

### Erfolge
Verein
- Osttimoresischer Pokal: 2020
- Copa FFTL: 2020